# Massimo Boario
Massimo Boario (Murisengo, 29 settembre 1880 – Torino, 2 agosto 1956) è stato un compositore, direttore di banda ed editore musicale italiano, fondatore di numerose bande in Piemonte.
Con un repertorio di oltre 200 composizioni per complesso bandistico, su un totale di 580 opere, Massimo Boario è considerato tra i massimi compositori piemontesi di musica bandistica del novecento.

## Biografia
Fin da piccolo mostrò attitudine verso la musica, ma le sue condizioni economiche non gli permisero di frequentare il Conservatorio come egli avrebbe voluto. Iniziò la carriera musicale da bambino suonando il clarinetto nella banda del suo paese. A tredici anni era già primo clarinetto nella banda e intanto iniziava a scrivere le sue prime melodie: piccole composizioni di carattere popolare come ballabili, marce, che tuttavia già mostravano un'autentica predisposizione alla musica ed una vena “lirico – popolare” che caratterizzerà tutta la sua successiva vastissima produzione musicale. A quindici anni i suoi ballabili (valzer, mazurche, polke, tanghi) erano regolarmente eseguiti non solo dalla banda di Murisengo ma anche dalle altre bande della zona. È d'obbligo ricordare che in quel periodo fonografi e radio erano quasi inesistenti e in quel contesto la banda aveva la funzione unica ed importantissima di diffondere la musica in tutte le manifestazioni popolari; in particolare i “ballabili” erano le musiche più richieste. Intanto il giovane Massimo Boario continuava, sostanzialmente come autodidatta (prese qualche lezione di contrappunto), lo studio della musica ed in particolare della composizione.
Ben presto la sua arte oltrepassò le verdi colline del Monferrato: nel 1907, “Il Concerto”, giornale di musica per mandolino e chitarra, pubblicava una sua composizione dal titolo “Palmira” vincitrice di un concorso, definita dal cronista: 
Oggi questa polka è conservata presso il “Museo delle melodie per mandolino” a Nagoya in Giappone" insieme ad altre due polke per mandolino composte successivamente.
La sua arte però non gli era sufficiente per vivere e così espatriò: chiamato da un amico, andò a Ginevra con un contratto che lo legò come clarinettista alla banda municipale svizzera per due anni; nel frattempo diventò direttore della banda musicale italiana "La Libertà" a Ginevra.
Tornato a Murisengo, iniziò un periodo di febbrile lavoro: di giorno lavorava nella "bottega" di ciclista, per potersi mantenere e di sera percorreva in bicicletta decine di chilometri per andare a far scuola di musica e al tempo stesso per fondare nuove bande. È proprio in quei viaggi che conobbe a Cortiglione (una piccola frazione di Robella d’Asti nel Monferrato), la sua futura moglie: Silvia Balzola. Nel 1924 si trasferì a Torino con la famiglia, dove vivrà il resto della sua vita. A Torino acquistò un avviato negozio di strumenti musicali in via Bertola che divenne un importante punto di ritrovo per la cultura musicale torinese e che gli assicurò la tranquillità economica necessaria per dedicarsi serenamente alla composizione; fondò la M.Boario Edizioni Musicali  tuttora in attività, collaborò con il Conservatorio di Torino per diffondere la cultura musicale bandistica e fondò alcune bande musicali. Nel frattempo le sue composizioni per banda erano note in tutta Italia, edite dalle principali Case Editrici specializzate nel settore oltre che ovviamente dalla sua Casa Editrice. I ballabili di Massimo Boario erano regolarmente trasmessi alla radio e venivano stampati sui dischi. Scrisse anche canzoni cantate da affermati cantanti dell'epoca. Le sue marce, in particolare, erano il “fiore all'occhiello” della bande piemontesi che eseguivano praticamente tutto il suo repertorio bandistico. I suoi brani per banda erano eseguiti in tutta Italia e in Svizzera. Verso la fine della vita risultò essere il secondo compositore a Torino per l'ammontare dei diritti d'autore versati dalla Società Italiana degli Autori ed Editori. Dopo la seconda guerra mondiale Massimo Boario si dedicò principalmente alla musica sacra componendo una “Missa Regina Pacis” e un Requiem.
Massimo Boario morì a Torino il 2 agosto 1956; poche ore prima aveva commentato a lungo con un orchestrale della RAI la bontà di un clarinetto che gli era arrivato da Parigi. Il clarinetto dunque aveva iniziato la sua attività musicale e concluso la sua vita terrena.

## Catalogo
In totale nel suo catalogo figurano 580 opere tra le quali la musica per banda occupa un posto rilevante e di grande importanza artistica con circa 233 opere. Nella sua ampia produzione si inseriscono anche svariate musiche da ballo per singoli strumenti a fiato e orchestrine, brani per strumenti a plettro, alcune canzoni e due composizioni sacre.

Commemorazioni
Nel 1976, in ricordo del ventesimo anniversario della sua scomparsa si diedero convegno a Castellamonte nella Rotonda Antonelliana le Bande di Ivrea, Palazzo Canavese, Castellamonte (vedi Associazione Filarmonica Castellamonte - Scuola di Musica "Francesco Romana"), e sotto la guida del Maestro Mario Nubola, eseguirono diverse composizioni di Massimo Boario. 
Quando nel 1980 si compì il centenario della sua nascita, il suo paese natale commemorò il suo illustre concittadino, ribattezzato dal giornale locale “Il cigno di Murisengo”, dedicandogli una piazza, a testimonianza dell'affetto e della stima di cui quest'autore seppe circondarsi sia nel passato che nel presente. All'evento parteciparono la Rai, che realizzò un servizio sul terzo canale regionale dedicato alla figura del compositore, e diverse bande musicali che suonarono i suoi brani. Nel 1987, con delibera n. 39, il consiglio comunale di Murisengo istituisce la composizione musicale “Monviso” di Massimo Boario inno ufficiale del comune di Murisengo.

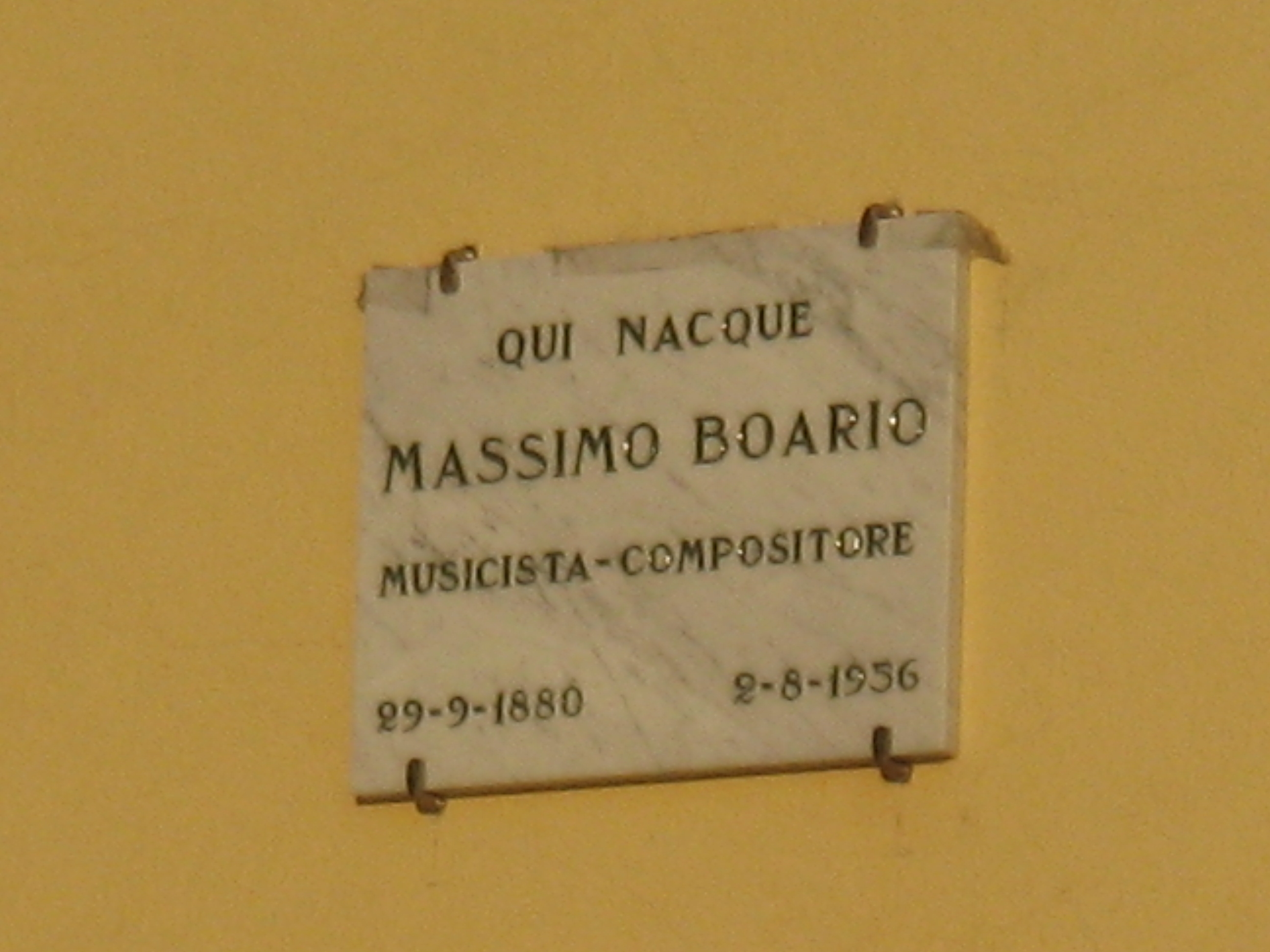
Targa apposta sulla sua casa natia

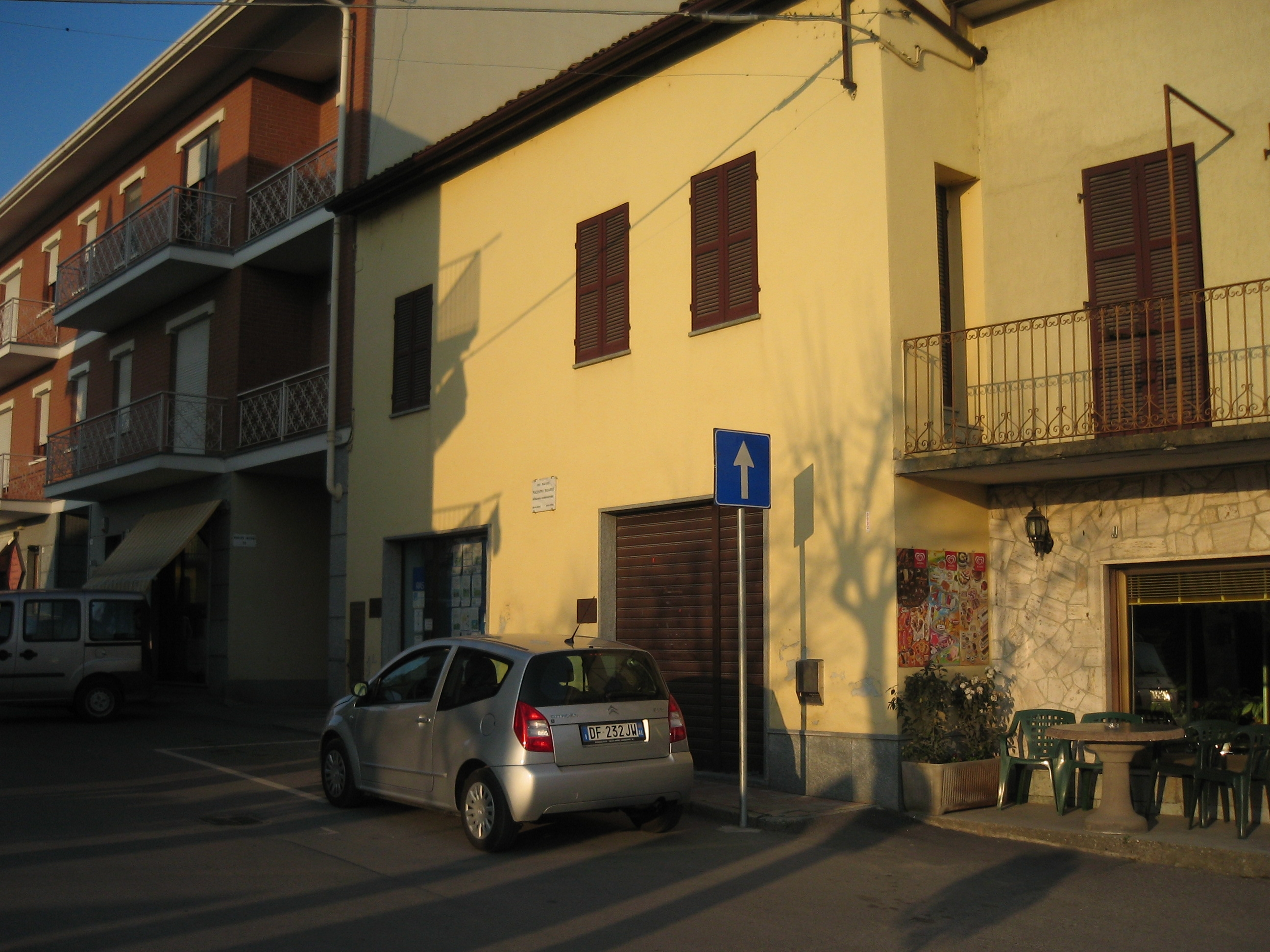
Casa natia di Massimo Boario a Murisengo

Nel 2006, in ricordo dei cinquant'anni dalla sua scomparsa, la figura del Maestro è stata ricordata dall'ANBIMA TORINO (Associazione Nazionale Bande Italiane Musicali Autonome) e dalla Casa Editrice M. Boario con una serie di importanti manifestazioni, tra le quali l'apposizione di una targa commemorativa da parte del Sindaco di Murisengo sulla casa natia del compositore, un concorso di composizione di una marcia per banda, una conferenza – concerto presso il Teatro San Giuseppe a Torino con la partecipazione della prestigiosa Fanfara della Brigata Alpina Taurinense, del musicologo Marino Anesa, del Cav. Piero Cerutti, del Coro Vocincanto e della pianista M. Martello; un raduno bandistico con otto bande musicali in Piazza Castello a Torino, dirette dal nipote di Massimo Boario, Davide Boario, ed infine con diversi concerti bandistici (sia a Torino che a Murisengo) sotto il patrocinio del Comune di Torino, la Provincia di Torino, la Regione Piemonte, il Comune di Murisengo.
Nel 2023 è stata apposta sulla casa in via Bertola 24 a Torino, dove Massimo Boario visse   dal 1930 al 1956 ( anno della morte ) una Targa commemorativa. L'apposizione della Targa è stata deliberata dal Comune di Torino il 04/05/2021 con Atto N° DEL 360.

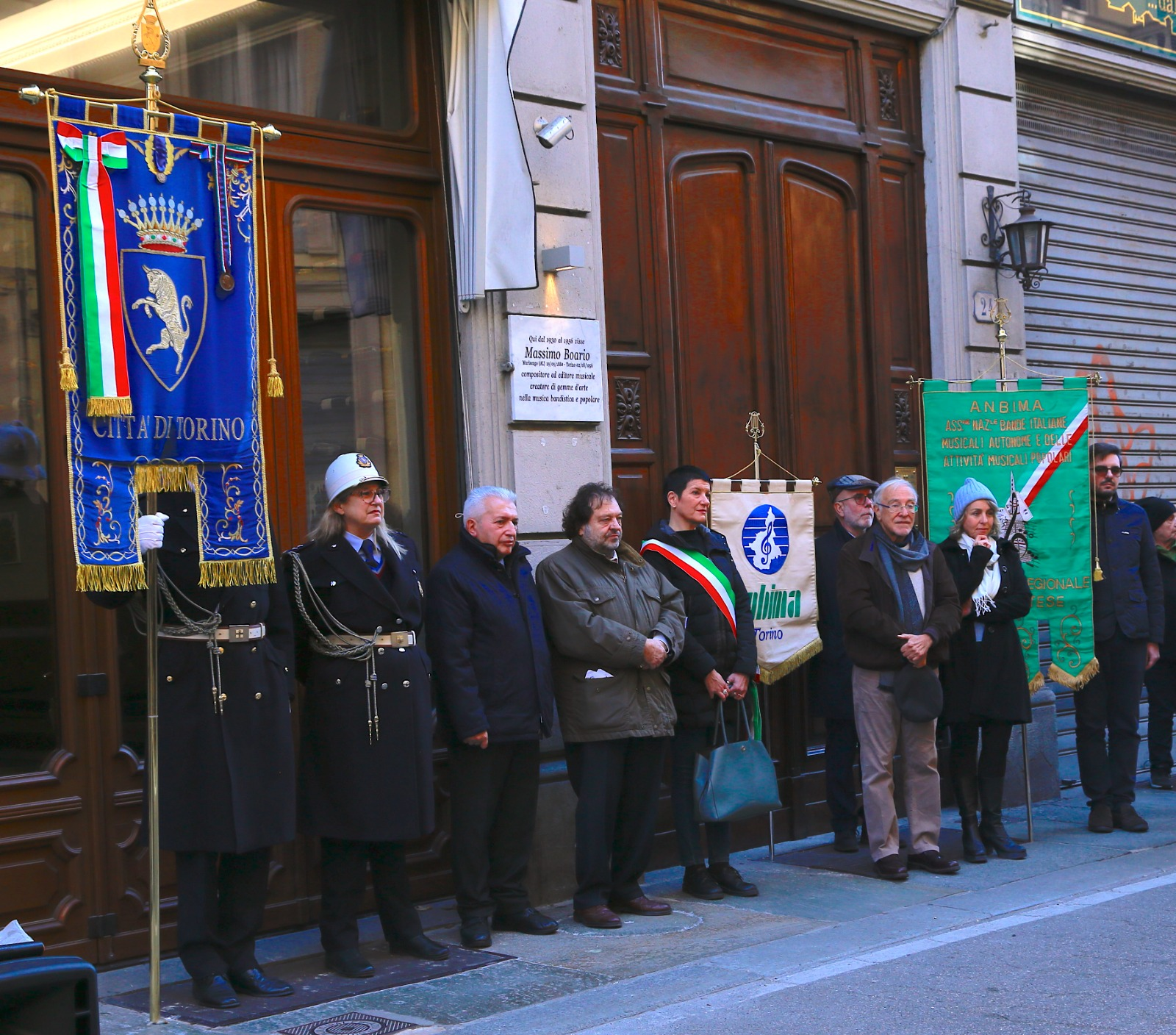
Nella foto, con la fascia tricolore, il Presidente del Consiglio Comunale di Torino Maria Grazia Grippo.

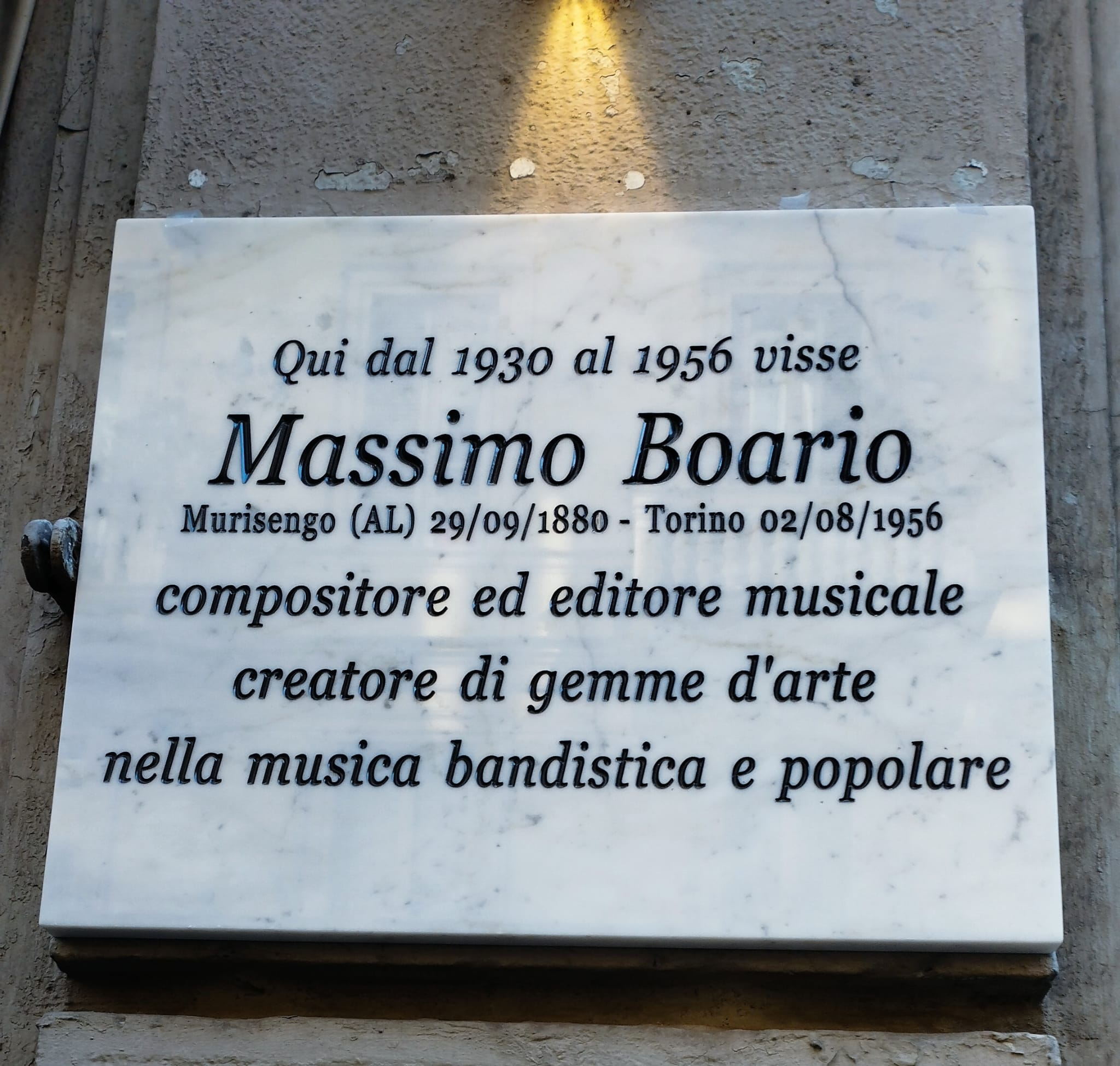
Testo Stele Commemorativa